# Apanteles lacteoides
Apanteles lacteoides är en stekelart som beskrevs av Nixon 1965. Apanteles lacteoides ingår i släktet Apanteles och familjen bracksteklar. Arten är reproducerande i Sverige. Inga underarter finns listade i Catalogue of Life.